# Conus jorioi
Espèce
Conus jorioi est une espèce de mollusques gastéropodes marins de la famille des Conidae.
Comme toutes les espèces du genre Conus, ces escargots sont prédateurs et venimeux. Ils sont capables de « piquer » les humains et doivent donc être manipulés avec précaution, voire pas du tout.

## Description
La taille de leur coquille atteint 53 mm.

## Distribution
Cette espèce marine d'escargot conique se trouve dans l'océan Atlantique au large du nord-est du Brésil.

## Taxonomie

### Publication originale
L'espèce Conus jorioi a été décrite pour la première fois en 2013 par le malacologiste américain Edward James Petuch,,.

### Synonymes
- Conus (Dauciconus) jorioi (Petuch, 2013) · appellation alternative
- Dauciconus jorioi Petuch, 2013 · non accepté